# 트루히야노스 FC
트루히야노스 FC(Trujillanos FC)는 베네수엘라 트루히요 주 발레라를 연고로 하는 축구 클럽이다. 이 팀은 1981년 8월 25일에 창단되었으며 현재는 베네수엘라 프리메라 디비시온에 참가하고 있다.

## 선수 명단

### 역대
틀:베네수엘라 세군다 디비시온